# トンチャイ・メーキンタイ
トンチャイ・メーキンタイ（タイ語: ธงไชย แมคอินไตย์、英語: Thongchai McIntyre、本名 アルバート・トンチャイ・メーキンタイ、1958年12月8日 - ）は、タイの男性歌手・俳優。通常ピー・バード(พี่เบิร์ด/P’Bird)の愛称で呼ばれるタイの国民的スーパースター。

## 概要
トンチャイ・メーキンタイの、トンチャイは勝利を表す三角旗という意味。メーキンタイはスコットランド英語の姓McIntyr（マッキンタイア）をタイ語読みしたものであり、マッキンタイやメッキンタイと表記されることもある。またバード（Bird เบิร์ด）という愛称を持ち、バード・メーキンタイ、バード・トンチャイ、ピ・バード(Pi Bird、P'Birdพี่เบิร์ด：バードお兄さんの意)などとも呼ばれる。特にルークトゥンとストリングという2つのタイ音楽ジャンルで知られている。ルークトゥン（ลูกทุ่ง 英：Loog thoong）は20世紀前半に発展した田舎出身の貧しい人々の生活などを歌い上げる伝統歌謡であり
、ストリング(英：String)は1960年代頃に始まったタイ・ポップである。歌手活動のほか、映画、テレビ、ミュージカル、コマーシャルにも数多く出演している。

## 経歴
トンチャイは1958年にバンコクで10人兄弟（兄5人姉3人弟1人）の9番目として生まれたが、後に兄1人と弟を失っている。タイでは欧米系白人とタイ人の子どもはルーク・クルング (ลูกครึ่ง）と呼ばれ、父ジェームズはスコットランド系ルーク・クルングであった。母ウドムはマレーシア人。大家族の上に父親が事業に失敗したため、バーンケーのスラムに住まなければならなかったが、音楽好き一家で貧しくとも音楽にあふれる楽しい家庭で育った。父親はトンチャイが幼い頃に亡くなった。
トンブリー商業大学（Thonburi Commercial College）を卒業後、カシコーン銀行（タイ農民銀行）で働きながらモデルの仕事をしていた時に、有名なテレビプロデューサー、カイ・ウラーユス（Kai Varayuth）の目に留まりスカウトされた。1983年トンチャイは銀行に勤務しながらチャンネル3のテレビ番組シリーズ『ナム・ターン・マイ （น้ำตาลไหม้）』（燃える砂糖）に出演した。この初めてのテレビ出演で才能が認められ、すぐにテレビや映画やラジオの出演も含めた様々な仕事が舞い込むようになった。
同年トンチャイは有名な歌謡コンテスト、サイヤム・コンラカーン・ミュージック・ファウンデーション（Siam Kolkarn Music Foundation）に出場し、最高歌手賞など三つの賞を受賞した。コンテスト会場にゲストとして招かれていた有名歌手テー・レーワット・プティナン（เต๋อ เรวัต พุทธินันท์）は、トンチャイの歌唱力を買い、アルバムを作製するよう促した。1985年トンチャイは27歳でデビューアルバム『ハート・サーイ・サーイ・ロム・ソン・ラオ』（砂浜、風、僕たち二人）をリリースし成功した。以来トンチャイはタイ・ポップミュージック界の代表者として君臨し続け、人気は衰えていない。21世紀に入ってからもほぼ毎年アルバムをリリースしており、コンサートのチケットは常に完売する。

## 歌手活動

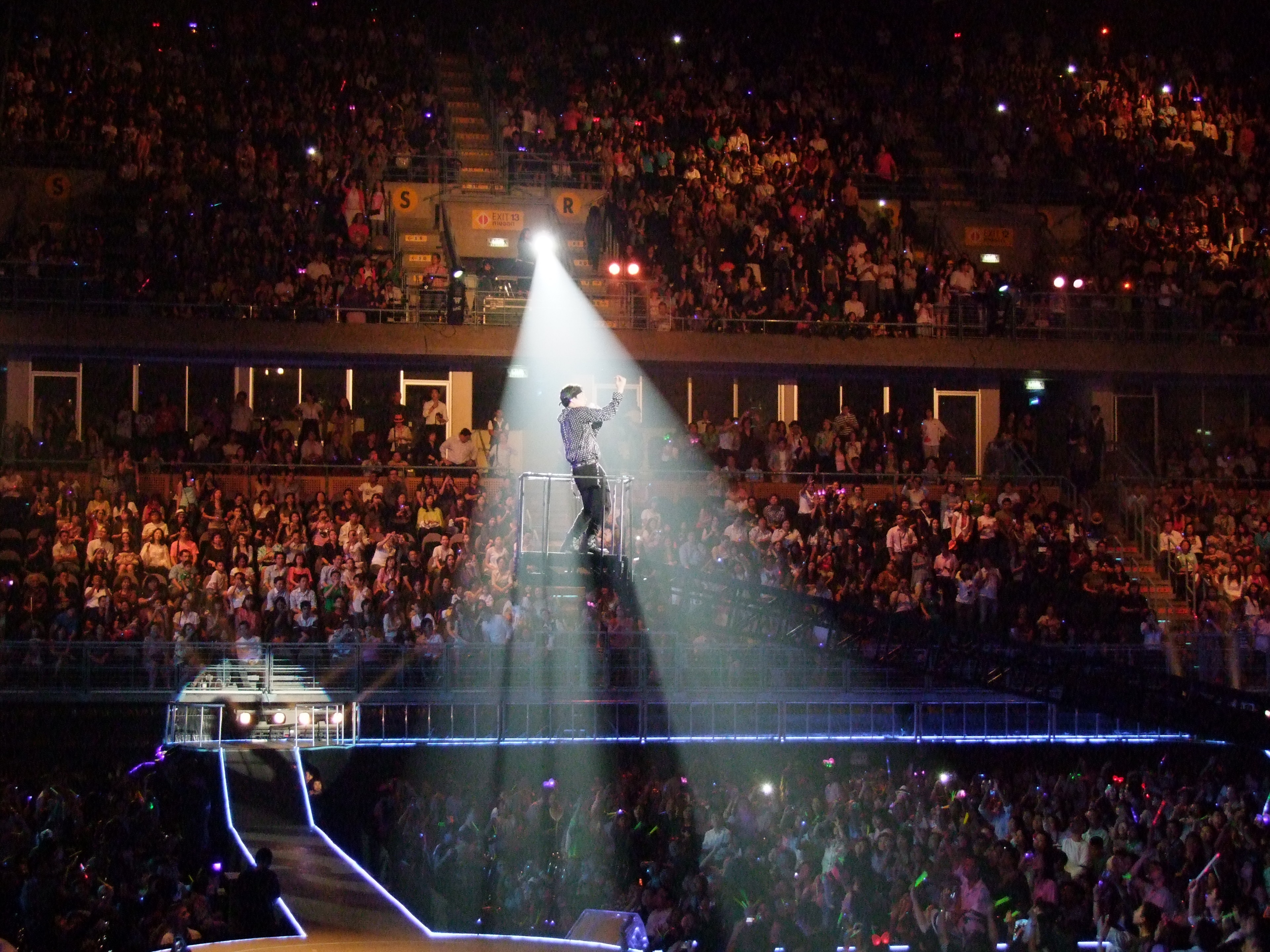
Asaa Sanuk concert

曲で最も有名なものは、『プリック・キーヌー』（唐辛子）、『ブーメラン』、『サバーイ・サバーイ』
（リラックス・リラックス）、『コープ・ヂャイ・チンチンขอบใจจริงๆ（本当にありがとう）』などである。近年リリースされたルークトゥンのシングルでは、2001年発売のアルバム『スマイルクラブ』に収録されている『ラオ・スー・ガン・ファンเล่าสู่กันฟัง（話して聞かせて）』、2002年のアルバム『チュット・ラップ・ケーク』に収録された女性歌手チンタラー・プーンラープ จินตหรา พูนลาภ）とのデュエット『マー・タムマイมาทำไม（どうして来たの?）』、イーサーン語で歌うチンタラー、南タイ語で歌うナット・ミリア（Nat Myria Benedetti）、北タイ語で歌うカトリーヤ・イングリッシュ（英：Katreeya English แคทลียา อิงลิช）の3人をゲストに中部タイ語（標準語）のトンチャイが歌った『フェーン・ジャー แฟนจ๋า（ねぇ、愛しい人）』がある。2005年発売のアルバム『Volume 1』に収められた『ヤーク・ターム・ゴー・ヤーク・トープอยากถามก็ตอบ（尋ねたいなら答えてあげる）』と『マイ・ケーン・イン・ペーไม่แข่งยิ่งแพ้　（戦わなければさらに負ける）』もヒットした。
2007年11月、『Simply Bird』発売。同年12月『ポー・ソー 2501』を発売。
2011年、東日本大震災被災・復興へのメッセージソング「明日のために」を発表（一部日本語）。
歌手デビュー25周年を迎えた2012年には　BBB（Babb Bird Bird)と呼ばれる通常のコンサートとは異なる最大規模のコンサート「วันของเรายังYoungอยู่」が11月末、2008年以来4年ぶり10回目として開催された。
2013年2月、北海道札幌で開催された第64回「さっぽろ雪まつり」に日・タイ友好親善大使として公式訪問。
同年11月28日は　日・Asean友好協力事業「日・Asean音楽祭〜災害復興への祈り〜」にタイ代表として出演。
2019年8月の「Singing Bird concert#1」以降、コロナ禍でコンサートの開催ができずにいたが2022年11月、バンコク郊外ノンタブリーにあるインパクトアリーナで３年ぶりに「Singing Bird #2~Lifetime soundtrack concert」を開催する予定。コンサートの開催発表と同時に、「アサ―サヌック」以来12年ぶりにコラボアルバムではないトンチャイのオリジナルアルバム「BIRD22」が7月22日に発売された。
2022年に歌手デビュー36周年を迎えた今も精力的に活動を続けている。

## 俳優
映画やテレビドラマ・シリーズに数多く出演しているトンチャイだが、最も特筆すべきは第二次世界大戦中のタイが舞台の悲劇恋愛小説を基にした作品『クーガム （คู่กรรม）』（邦題『メナムの残照』、英題：Sunset at Chaophraya）であろう。トンチャイは1990年に放送された全26話のテレビドラマで日本海軍大尉小堀を演じ、タイチャンネル7で金曜日から日曜日の21：00－22：00に放送される。当時の視聴率は40%を超え、週末には町から人が消えるという社会現象を起こすほどの人気を博した。このドラマのヒットによりタイ人が日本人に好印象を持つようになり、タイが現在のような親日国になるきっかけを作った。1996年公開の映画でも小堀を演じている。映画は同年の大ヒット作品のひとつで、タイ映画としては初めて国外へのホーム・ビデオ配給となり、1998年に英語の字幕つきのVHS形式で販売された。2004年公開の『2046』には自身（バード）の役で一瞬登場する。
トンチャイはタイに進出している日本企業の現地放映コマーシャルにも起用されている。1987年から89年まで富士フイルム、1990年にパナソニック、2005年にホンダ、2006年にキリンビバレッジ（生茶）のコマーシャルに出演している。
2015年4月、タイ地上波最大手のBECが史上最大級の予算をかけ制作した連続ドラマ「ゴン　キモノ（กลกิโมโน：邦題「きもの秘伝」）の主役である鶴の神・星の皇子として17年ぶりに俳優活動を復活。海外ロケ地として九州の観光地（福岡・佐賀・長崎・熊本）が選ばれ、2014年春より1年をかけて撮影をされた。放送後は北九州の河内藤園や佐賀の祐徳稲荷等のロケ地巡りに九州を訪れるタイ人観光客が急増するなどの影響を与えた。

## 私生活
タイの仏教では男性は一生に一度は出家することが望ましいとされており、仏教徒のトンチャイも1997年末から1998年はじめにかけて短期間出家した。
タイの最大レーベルであるGMMグラムミー社（G"MM' Grammy จีเอ็มเอ็ม แกรมมี่）の社長、パイブーン・ダムロンチャイタム（Paiboon Damrongchaitham）と親しいトンチャイは、同社の重役を務め、自社株を大量に保有している。

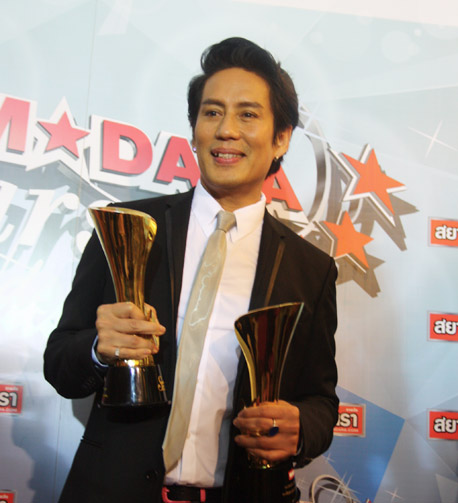
Bird Award

## ディスコグラフィー
アルバム（*印はジョイント・アルバム）
- 『ハート・サーイ・サーイ・ロム・ソーン・ラオ（หาดทราย สายลม สองเรา）』1985年
- 『サバーイ・サバーイ（สบาย สบาย）』1986年
- 『ラップ・クワン・ワン・マイ（รับขวัญวันใหม่）』1987年
- 『トンチャイ 2501（ธงไชย 2501）』1987年
- 『ソー・コー・ソー（ส.ค.ส.）』1988年
- 『ブーメラン（บูมเมอแรง）』1990年
- 『プリック・キーヌー（พริกขี้หนู）』1991年
- 『ソン（ซน）』1993年 グラミー10周年記念アルバム*
- 『ワン・ニー・テー・ロー・コイ』1993年 ドラマ・サウンドトラック集（รวมเพลงประกอบละครชุด）*
- 『トー・トン（ธ.ธง）』1994年
- 『コン・ノック・ガップ・ドークマイ（ขนนกกับดอกไม้）フェザー・アンド・フラワーズ Feather and Flowers』1995年
- 『サウンドトラック・クーガム（เพลงประกอบภาพยนต์ "คู่กรรม"）』1995年 映画メナムの残照サウンドトラック
- 『ドリーム（Dream ดรีม）』1996年
- 『キング・プーミポンズ・ゴールデン・ジュビリー（รวมเพลงจากงาน "รวมใจถวายชัย ธ ครองไทย 50 ปี"）』1996年 プーミポン国王即位50周年記念*
- 『バード・アンリリースド（Bird Unreleased เบิร์ด อันรีลีสด์）』1997年
- 『シンギング・バード（Singing Bird ซิงกิ้งเบิร์ด）』1997年

- 『サウンドトラック・ニラミット（เพลงประกอบละคร "นิรมิต"）』1997年
- 『トンチャイ・サービス Thonghai Service（ธงไชย เซอร์วิส）』1998年
- 『トリビュート・トゥ・レーワット・プティナン・コンサート（Tribute to Rewat Budhinan concert รวมเพลงจากคอนเสิร์ต จากเพื่อน พี่และน้อง แด่เรวัต พุทธินันท์）』1998年
- 『トンチャイ・スペシャル・サービス（Thongchai Special Service ธงไชย เซอร์วิส พิเศษ）』1999年
- 『ザ・パワー・オブ・ランド・コンサート（The Power of Land concert เพลงจากคอนเสิร์ตพลังแผ่นดิน）』1999年
- 『トゥー・プレーン・サーマン・プラヂャム・バーン（ตู้เพลงสามัญประจำบ้าน）』2000年
- 『サウンドトラック・ベープ・バード・バード・アロカ（เพลงประกอบแบบเบิร์ดเบิร์ด "อโรคา"）』 2000年 ミュージカル・アロカのサウンドトラック
- 『100プレーン・ラック・マイ・ルー・チョブ：ベストソング・アルバム（100 เพลงรักไม่รู้จบ รวมบทเพลงรักยอดนิยมในอดีต）』 2000年
- 『ルワム・プレーン・ハイ・ガムラン・ヂャイ（รวมเพลงให้กำลังใจ）』（元気の出る曲集）2000年*
- 『タイムレス・ボックスセット・ボリューム 1（Timeless Vol.1）』2000年
- 『ラブ・ビート（Love Beat เลิฟบีท）』2001年
- 『スマイル・クラブ（Smile Club สไมล์คลับ）』2001年
- 『スマイル・ミックス（Smile Mix สไมล์มิกซ์）』2002年
- 『マザーズ・デイ・ソングス（Mother's Day Songs รวมเพลงให้แม่）』2002年*
- 『チュット・ラップ・ケーク（ชุดรับแขก）』2002年
- 『フェーン・ヂャー…サニット・ガン・レーオ・ヂャー（แฟนจ๋า...สนิทกันแล้วจ้า）』2003年
- 『サウンドトラック・ビューティフル・ボクサー（อัลบั้มเพลงประกอบภาพยนตร์ เรื่อง บิวตี้ฟูล บ๊อกเซอร์）』2003年*
- 『バード・セーク（เบิร์ด-เสก）』2004年 グラミー20周年記念 バードとセーク・ロソ（英：Sek Loso）
- 『バード 20 メモリーズ8Bird 20 Memories เบิร์ดทเวนตี้เมมโมรี่）』2004年 グラミー20周年記念
- 『ボリューム・ワン（Volume 1 วอลุม วัน）』2005年
- 『ライト・オブ・ラブ（The Light of Love แสงแห่งรัก）』2005年津波被害の救援コンサート*
- 『ビレッジ（Village วิลเลจ）』2006年
- 『プート・フロア（Perd Floor เปิดฟลอร์） Disco ディスコ』2006年
- 『プート・フロア（Perd Floor เปิดฟลอร์） Loog Thoong ルークトゥン』2006年
- 『プート・フロア（Perd Floor เปิดฟลอร์） Ballroom Cha Cha ボール・ルーム・チャチャ』2006年
- 『トゥン・プリック・トゥン・キン（ถึงพริก ถึงขิง）』2007年
- 『バン・トゥーン・ヂャイ（บันเทิงใจ）』2007年
- 『ソングス・ヒット・リトゥン・バイ・ニティポン・ホーナック（Songs Hit Written by Nitipong Hornak นิติพงษ์ ห่อนาค）』2007年
- 『シンプリー・バード（Simply Bird เบิร์ด ธงชัย ชุด）』2007年
- 『ポー・ソー 2501（Por Sor 2501 พ.ศ.2501）』2007年
- 『シンギング・バード （Singing Bird vol.1 and 2 ซิงกิ้งเบิร์ด)』2010年 カバー曲集
- 『アサー・サヌック（Asa Sanook） อาสาสนุก』2010年
- 『Feather and Flowers Secret Garden　ขนนกกับดอกไม้ ตอนsecret garden』2013年GMMY30周年記念アルバム 2013年
- 『Love sceenes Love songs』2014年
- 『BIRD MINI MARATHON』2018年
- 『BIRD TＷENTY-TWO 22~ Lifetime Soundtrack』2022年

## 受賞歴
- サイヤム・コンラカーン・コンテスト最優秀歌手（1983年）
- メカラ（Mekala） 最優秀歌手（1986年）
- 国立青少年事務所（ソー・ヨー・コー） 最優秀アーティスト（1987年）
- コーク・ミュージック・アウォーズ（Coke Music） 『コップチャイ・チンチン』にて人気歌謡曲（1989年）
- シー・サン賞（See-Sun） 最優秀歌手
- メカラ 『クーカム』（テレビドラマ）にて主演男優（1990年）
- TVゴールデン『クーカム』（テレビドラマ）にて主演男優（1990年）
- MTV アジア視聴者選出賞(1991年)
- TVゴールデン 『ワンネ・テー・ロウ・コイ』（テレビドラマ）主演男優（1993年）
- プラスラッサワデー（Prasurassavadee）『クーカム』（映画 邦題：メナムの残照）にて主演男優
- 投票賞（Vote）『クーカム』（映画 邦題：メナムの残照）にて人気男優
- ビルボード第一回アジア視聴者選出賞（1997年）
- シーサン賞『ラオ・スー・ガン・ファン（เล่าสู่กันฟัง）』で最優秀曲（2001年）
- トップ・アウォーズ 最優秀歌手（2001年）
- チャンネル5 ミュージック・ビデオ・アウォーズ 最優秀歌手（2001年）
- トップ・アウォーズ　最優秀歌手（2002年）
- MTV アジア・アウォーズ タイ人気アーティスト（2004年）
- MTVアジア・アウォーズ インスピレーション賞（2006年）
- チャンネル5 ミュージック・ビデオ・アウォーズ 最優秀曲（2006年）
- バージン・ヒッツ・アウォーズ（Virgin Hits） アチーブメント賞（2006年）
- トップ　アウォーズ　最優秀人気歌手（2006年）
- ジード　アウォーズ　最優秀人気男性歌手（2006年）
- インマガジン　 Forever Superstar 男性歌手（2007年）
- スターエンターテイメントアウォーズ　最優秀アーティスト（2007年）
- スアン　ドゥシット　プール・TV Pool　最優秀アーティスト（2007年）
- スターエンターテイメントアウォーズ　最優秀男性アーティスト（2008年）

## 参考サイト
- Bird Thongchai FaceBook
- 日本語ファンサイト　アルバム全曲歌詞・日本語訳掲載
- サワディーショップ　タイポップス：バード・トンチャイメーキンタイ